# 伏木暢顕
伏木 暢顕（ふしき のぶあき、1975年3月25日 - ）は、日本の料理人。

## 略歴
東京都小金井市出身。イタリアン、和食など料理業界に30年以上携わり、料理の研究の中で食材を変化させる麹に関心を持ち、独学した。
その後、発酵の魅力を広く伝えたことで「発酵王子」として親しまれており、日本のみならずミラノ、バルセロナ、パリ、アメリカなど各地での講演会を行っている。また、飲食店のメニュー開発や監修など力を入れ、日本各地にて人と文化と発酵を通じての地域活性化、蔵の存続に力を注いでいる。
執筆活動にも力を入れ、著書12冊の累計発行は50万部を超える。

## 人物
- 小金井市立小金井第一小学校、小金井市立小金井第二中学校の同級生に音楽プロデューサー田家大知、プロレスラーGENTAROがいる。田家大知とは同じバンドメンバーでドラムを担当していた[2]。
- 高校の同級生に岩井秀人がいて、サッカーなどで交流を深めていた。
- 美山荘4代目当主中東久人とは公私ともに仲のよい料理人仲間。

## 出演

### テレビ
- テレ東 ソロモン流
- TBS　はなまるマーケット
- フジテレビ　サタスマ
- BS朝日　エコの作法
- フジテレビ　ニュースJAPAN
- テレ朝　世界に飛びだせ！バナナ藩
- MBS　絶対長生きしてやる宣言
- NHK　麹特集
- NHKEテレ　趣味ドキッ
- NHK　あさイチ
- NHK　おはよう日本
- NHK WORLD　メディカル・フロンティア
- BBC　BBC Travel Show[3]
- フジテレビ　KinKi Kidsのブンブブーン

### ラジオ
- NHK第1 ラジオビタミン
- J-WAVE　TOKYO MORNING RADIO
- TOKYOFM　ベジガール
- NHK第1　すっぴん！(金曜日レギュラー)
- interfm　 5 Years Radio

### ショートムービー
- Omakase for Kids in France
- Omakase for Kids in Milano

## 掲載
- CREA
- AERA
- 日経ヘルス
- 美メソッド
- ELLE
- VOGUE
- nid（連載）
- JAPAN TIMES
- 日経新聞
- 朝日新聞
- 河北新聞
- 大人の休日倶楽部
- Cucina　Italiana
- ミラノ万博HP
- saita SPUR
- ステラ
- THE WALL STREET JOURNAL Time Out
- 月刊専門料理
- HANAKO
- GINZA
- クロワッサン
- オレンジページ
- 天然生活
- 無印良品
- 婦人画報
- 女性セブン
- Can Can
- Anecan
- an・an
- 美人百花
- MAQUIA（マキア）
- Domani
- VERY
- non-no
- vivi
- CLASSY
- FIGARO
- japon
- リンネル
- 美STORY
- 美的
- 東京カレンダー

## 講演会
- 仙台五城ライオンズクラブ主催　五城奨学会チャリティー講演・食味会[4]
- 大崎産業フェア2012
- さいたま市立第二東中学校
- 千代田区生涯学習センター
- 芝浦工業大学
- 小金井市環境配慮住宅型研修施設（環境楽習館）ＮＰＯ雨風カフェ
- 大崎産業フェア2013[5]
- 大崎発酵フォーラム[6]
- 山形県米沢市雇用創出協議会講演会(フードビジネスセミナー）
- 仙台　藤栄会
- 仙台　田畑会計事務所40周年記念パーティー
- 気仙沼商工会
- 山梨　七賢　蔵開き[7]
- 長野　真澄[8]
- 仙台　犬の気持ち
- 豊岡　但馬食育研究会「スコラ」主催講座
- 福島　いわき市
- 東北海外展開加速化実行セミナー
- ミラノ工科大学ワークショップ　特別講師
- ミラノCucina　Italiana
- CIA（The Culinary Institute Of America）
- ミラノEXPO
- バルセロナ

## 著書

### 単著
- 2011　日本文芸社　「[発酵食堂 豆種菌]の麴の料理」
- 2011　主婦の友社　「[発酵食堂豆種菌]の発酵食を楽しむ十二か月」
- 2012　アールズ出版 　「麹で甘酒料理帖」
- 2012　エンターブレイン　「発酵王子 伏木暢顕が教える きょうからはじめる麹料理」
- 2012 　アールズ出版 　「醤(ひしお)の料理」
- 2012　日本文芸社　「塩麹と甘酒で作る調味料」
- 2014　宝島社　「アトピー、アレルギーに負けないからだ作り 子どもを強くする麴のごはん」
- 2017　小学館　「こうじ甘酒レシピ　作りおき～砂糖なしでおかずもスイーツも！～」
- 2020　小学館　「子どもも喜ぶ１０分出汁（だし）ごはん～味覚とすこやかな体を育てる～」

### 共著
- 2011　青春出版社　「麹の「生きた力」を引き出す本」
- 2012　主婦と生活社　「麹の漬け物」
- 2014　ぴあ　「万能調味料! うま麹だれの 発酵+干し野菜レシピ」

### 冊子
- 2012　株式会社はいむるぶし　「小浜島発酵」